# Шёлк: Паучье общество
«Шёлк: Пау́чье о́бщество» (англ. Silk: Spider Society) — будущий американский телесериал, разработанный Анджелой Канг для телеканала MGM+ на основе персонажа Marvel Comics Шёлк. Является вторым сериалом медиафраншизы «Вселенная Человека-паука от Sony» (SSU). Проект производится студиями Sony Pictures Television, Lord Miller, Pascal Pictures и Amazon Studios, Анджела Канг выступает шоураннером.
В июне 2018 года, после объявления о планах на новую расширенную киновселенную, Sony заявила о разработке фильма про Шёлк. К марту 2019 года Sony решила расширить вселенную до проектов для телевидения, а к концу года было решено переработать «Шёлк» в сериал. В сентябре 2020 года Sony вступила в переговоры с Amazon о дистрибуции проекта, к которому на тот момент подключилась Лорен Мун. В июне 2021 года Amazon наняла на пост шоураннера Тома Спезиали, однако в ноябре 2022 года Канг была нанята для переработки сериала, который на тот момент получил своё название и был приобретён для показа MGM+. В феврале 2024 года разработка сериала возобновилась.
Премьера сериала «Шёлк: Паучье общество» состоится на MGM+.

## Синопсис
Синди Мун, укушенная радиоактивным пауком, сбегает из тюрьмы и отправляется на поиски своей семьи.

## Персонажи
- Синди Мун / Шёлк: американо-корейская одноклассница Питера Паркера, которую так же, как и его, укусил радиоактивный паук[1][2].

## Производство

### Разработка
В мае 2017 года компания Sony Pictures объявила о планах на новую расширенную вселенную, получившую название «Вселенная Человека-паука от Sony» (SSU) и представляющую связанных с Человеком-пауком персонажей. Первым проектом вселенной стал фильм «Веном», вышедший в октябре 2018 года. К концу июня 2018 года Sony и продюсер Эми Паскаль приступили к разработке фильма о Синди Мун / Шёлк и начали поиск сценаристов для проекта. До того Мун уже появилась в фильме Кинематографической вселенной Marvel (КВМ) «Человек-паук: Возвращение домой» (2017), где её сыграла Тиффани Эспенсен. Паскаль описала «Возвращение домой» как «тот же мир», что и расширенная вселенная. Обсуждения проекта были сосредоточены на американо-корейской этнической принадлежности Мун, и Sony хотела продвинуть этническое разнообразие среди главных героев франшизы. В декабре Паскаль объявила, что Синди Мун / Шёлк также появится в мультфильме «Женщины-пауки», но добавила, что та версия будет отличаться от показанной в сериале. Создатель образа Шёлк в комиксах Дэн Слотт посчитал, что они всё же смогут сработаться, а мультфильм при этом станет «всемирной рекламной кампанией» игрового фильма, представляя персонажа женской аудитории. Паскаль согласилась с его словами, добавив, что они могут «сделать друг друга лучше и больше».
В марте 2019 года председатель Sony Pictures Entertainment Тони Винчикерра заявил о расширении вселенной посредством телевизионных проектов Marvel, разрабатываемых компанией Sony Pictures Television. Студия «провела внутреннее прослушивание» среди 900 доступных им персонажей, чтобы решить, в какой среде их представить, и в конце 2019 года Шёлк была признана кандидатом на получение сериала. При разработке сериальной версии Паскаль сохранила должность продюсера, а также к ней присоединились Фил Лорд и Кристофер Миллер, ранее подписавшие полноценное соглашение о разработке сериалов Marvel для Sony. К сентябрю 2020 года Лорен Мун вступила в переговоры с целью получения должности сценариста, а Sony тем временем начала переговоры с компанией Amazon на предмет показа сериала на их стриминговом сервисе Prime Video; в апреле 2021 года был подтверждён факт наличия у Amazon прав на трансляцию, а в июне Том Спезиали получил должность шоураннера в соответствии с договором между Спезиали и Amazon Studios. Спезиали и Мун стали исполнительными продюсерами сериала. В июне 2022 года Лорд и Миллер выразили энтузиазм в связи с работой надж проектом и сообщили о том, что «очень скоро» поступит дополнительная информация.
В ноябре 2022 года сериал получил название «Шёлк: Паучье общество» и был заявлен как первый из нескольких сериалов Sony и Amazon о связанных с Человеком-пауком персонажах, доступных Sony. «Шёлк: Паучье общество» выйдет на линейном телеканале Amazon под названием MGM+, а после этого станет доступен на Prime Video. К тому моменту Анджела Канг подписала с Amazon контракт, в соответствии с которым должна была переработать сериал, выступив его шоураннером и исполнительным продюсером. Pascal Pictures и Amazon Studios также участвуют в производстве проекта.

### Сценарий
По словам Лорда и Миллера, к июню 2022 года работа над сценариями была завершена. В мае 2023 года комната сценаристов была закрыта в связи с начавшейся в том же месяце забастовкой Гильдии сценаристов США. В феврале 2024 года издание The Ankler сообщило, что руководство Sony уволило всех сценаристов проекта и сформирует новую творческую команду. Сериал будет переработан для мужской аудитории.

### Подбор актёров
На момент начала разработки не было ясно, вернётся ли Эспенсен к своей роли Мун из «Возвращения домой». По состоянию на апрель 2021 года продолжался кастинг на роль.

### Съёмки
Съёмочный период пройдёт под рабочим названием «Королевы хоккея». Изначально он должен был начаться в конце августа 2021 года и завершиться в начале 2022 года, а после старт был запланирован на начало 2022 года.

## Премьера
Премьера сериала «Шёлк: Паучье общество» в США состоится на телеканале MGM+, а после он выйдет на Amazon Prime Video, владеющем правами на международный релиз.